# Arrondissement de Hof
L'arrondissement de Hof (en allemand Landkreis Hof) est un arrondissement de Bavière (Allemagne) situé dans le district de Haute-Franconie. Son chef-lieu est Hof.

## Villes, communes & communautés d'administration
(nombre d'habitants en 2006)
| - Städte - Helmbrechts (9 349) - Lichtenberg (1 135) - Münchberg (11 307) - Naila (8 323) - Rehau (9 947) - Schauenstein (2 138) - Schwarzenbach am Wald (5 073) - Schwarzenbach an der Saale (7 770) - Selbitz (4 684) - Märkte - Bad Steben (3 552) - Oberkotzau (5 785) - Sparneck (1 758) - Stammbach (2 535) - Zell im Fichtelgebirge (2 268) - Gemeinden - Berg (2 564) - Döhlau (4 144) - Feilitzsch (2 869) - Gattendorf (1 163) - Geroldsgrün (3 085) - Issigau (1 133) - Köditz (2 724) - Konradsreuth (3 512) - Leupoldsgrün (1 392) - Regnitzlosau (2 560) - Töpen (1 212) - Trogen (1 605) - Weißdorf (1 289) | - Verwaltungsgemeinschaften - Feilitzsch (Communes Feilitzsch, Gattendorf, Töpen et Trogen) - Lichtenberg (Ville de Lichtenberg et commune Issigau) - Schauenstein (Ville de Schauenstein et commune Leupoldsgrün) - Sparneck (Markt Sparneck et commune Weißdorf) - Gemeindefreie Gebiete (37,60 km²) - Forst Schwarzenbach a.Wald (8,28 km²) - Gerlaser Forst (5,83 km²) - Geroldsgrüner Forst (16,71 km²) - Martinlamitzer Forst-Nord (6,78 km²) |